# Mille Hoffmeyer Lehfeldt
Mille Hoffmeyer Lehfeldt (Aarhus, 8 de dezembro de 1979) é uma atriz dinamarquesa. Ela é filha do casal de atores Kirsten Lehfeldt e Stig Hoffmeyer.

## Filmografia

### Cinema
| Ano  | Título                   | Papel                      | Nota(s)                      |
| ---- | ------------------------ | -------------------------- | ---------------------------- |
| 1990 | Springflod               | Rosa                       |                              |
| 1992 | Det skaldede spøgelse    | Penelope                   |                              |
| 1993 | Roser og persille        | Bolette                    |                              |
| 1995 | Pigen med de grønne øjne |                            |                              |
| 2007 | De unge år               | Margrethe                  |                              |
| 2008 | Flammen & Citronen       | Bodil                      |                              |
| 2008 | One Shot                 | Sally                      |                              |
| 2009 | Himlen falder            | Sara                       |                              |
| 2010 | Smukke mennesker         | Anna                       |                              |
| 2012 | Talenttyven              | Laura                      |                              |
| 2013 | Player                   | Lydia                      |                              |
| 2015 | En chance til            | Dançarina do Leste Europeu |                              |
| 2015 | Lang historie kort       | Ellen                      | Prêmio Bodil de Melhor Atriz |

### Televisão
| Ano     | Título                     | Papel                                | Nota(s) |
| ------- | -------------------------- | ------------------------------------ | ------- |
| 1994    | Tango for tre              | Bolette                              |         |
| 1995    | Jeg vil ønske for dig      | Maj-Britt, colega de escola de Niels |         |
| 1998    | Hjerteflimmer              | Sofie                                |         |
| 2000    | Pyrus i alletiders eventyr | A princesa na ervilha                |         |
| 2001    | Mit liv som Bent           | Irma/Zindy Rella                     |         |
| 2002    | Rejseholdet                | Anja                                 |         |
| 2002    | Nikolaj og Julie           | Louise                               |         |
| 2006    | Nynne                      | Malou                                |         |
| 2008    | Album                      | Malene                               |         |
| 2009-10 | Lærkevej                   | Monica Dam                           |         |
| 2011-12 | Lykke                      | Lykke Leth                           |         |
| 2015    | Ditte & Louise             | Ela mesma                            |         |
| 2022    | Carmen Curlers             | Vita Mosholt                         |         |